# Tropolje
Tropolje sau Završje sau Regiunile de Vest (în sârbocroată Zapadne strane) este o regiune istorică din Bosnia și Herțegovina care acoperă o parte din Alpii Dinarici. Aceasta cuprinde teritoriul din jurul câmpiilor carstice din Livno, Duvno și Glamoč. Zona mai largă a acestei regiuni cuprinde și câmpiile Kupres și Bosansko Grahovo. Din punct de vedere istoric, regiunea este situată la granița cu Bosnia, Dalmația și Herțegovina. Regiunea cuprinde 5 din cele 6 comune ale Cantonului 10 (cu excepția comunei Drvar).

## Etimologie
Numele Tropolje derivă din cuvintele sârbo-croate tri care înseamnă trei și polje care înseamnă câmp.

## Istorie

### Antichitate
Tropolje a fost locuit cel puțin încă din epoca neolitică. La sfârșitul epocii bronzului, populația neolitică a fost înlocuită de triburi indo-europene mai războinice cunoscute sub numele de iliri. Regiunea a fost locuită de tribul ilir al dalmaților. Capitala lor era Delminium, care se afla în locul unde se găsește astăzi Tomislavgrad. Delminium a fost situat în locul unde se află bazilica romano-catolică de astăzi, numită după primul sfânt croat, Nikola Tavelić. Dalmații au lăsat multe rămășițe care mărturisesc despre prezența lor în această zonă. Cele mai importante rămășițe sunt gradina, rămășițe ale așezărilor ilirice care au fost distribuite de-a lungul câmpurilor carstice. 
În 167 î.Hr. forturile ilirice nu au putut opri legiunile romane și Roma a cucerit întreaga coastă adriatică la sud de Neretva; primul conflict dintre dalmați și Roma a început în 156 î.Hr.. Consulii Gaius Marcius Figulus, apoi Publius Cornelius Scipio Nasica Corculum⁠(d) au cucerit și distrus Delminium; acesta din urmă a fost primit în triumf la Roma pentru această victorie. Lucrările scriitorilor din acea perioadă spun că Delminium a fost un „oraș mare”, aproape inaccesibil și inexpugnabil. Romanii au tras cu săgeți aprinse în casele din lemn, care apoi au incendiat tot orașul. După diferite răscoale conduse de dalmați și trei războaie cu Roma, teritoriul lor a fost cucerit definitiv în anul 9.
Așezările au fost bine plasate strategic, în concluzie romanilor le-a trebuit peste 200 de ani pentru a ocupa această regiune.

### Evul Mediu timpuriu
Județul Hlivno (Livanjska županija) a fost menționat pe carta ducelui croat Muncimir⁠(d) din 892. Prefectul Želimir a fost martor al Cartei și a semnat al doilea. Constantin al VII-lea, împăratul Imperiului Bizantin, a inclus județul (ή Χλεβίανα) ca unul dintre cele 11 județe croate și în centrul său a fost așezată localitatea Hlivno, în interiorul muntelui Dinara (Zadinarje).
După conciliile bisericești de la Split (925 și 928), județul a aparținut jurisdicției arhiepiscopului din Split sub a cărui administrație a rămas până la începutul secolului al XVIII-lea.

### Evul Mediu mijlociu
Dispariția dinastiei Trpimirović a dus la formarea uniunii personale a Croației cu Ungaria în secolul al XII-lea. La mijlocul secolului, Imperiul Bizantin se întărește din nou și cucerește zona orașelor dalmate, câmpurile carstice din Zadinarje și o mare parte din regatul croat sudic. După moartea lui Manuel I Comnen, împăratul bizantin, în 1180, banul Bosniei Kulin și-a extins zona de autoritate la est și nord de județul Hlivno, în timp ce județul a rămas în Regatul Croației.

## Comune
Zona Završje acoperă teritoriul a cinci comune din Federația Bosniei și Herțegovinei: Grahovo, Glamoč, Kupres, Livno și Tomislavgrad.
| Comuna           | Stema | Populație | Suprafață (km 2 ) |
| ---------------- | ----- | --------- | ----------------- |
| Bosansko Grahovo |       | 3.091     | 780,0             |
| Glamoč           |       | 4.038     | 1033.6            |
| Kupres           |       | 5.893     | 569,8             |
| Livno            |       | 37.487    | 994,0             |
| Tomislavgrad     |       | 33.032    | 967,4             |

## Geografie
Suprafața totală este de aproximativ 4343 de kilometri pătrați. Regiunea este situată între Dalmația la vest, Bosanska Krajina la nord, Bosnia Centrală la est și Herțegovina la sud și sud-est. Završje are o populație de cca. 83.541 de locuitori, ceea ce o face cea mai puțin populată regiune din Bosnia și Herțegovina, cu 19,24 locuitori pe kilometrul pătrat. Cea mai mare parte a regiunii este formată din teren montan separat de câmpuri carstice.
Câmpurile mari din Livno, Duvno, Glamoč și Kupres sunt situate în interiorul muntelui Dinara din perspectiva coastei estice a Adriaticii, unde sunt mai late în interior. Se găsesc, de asemenea, mai multe câmpuri carstice mici sau foarte mici: Grahovsko, Dobransko, Šuičko, Roško, Vukovsko sau Planarsko.

### Câmpuri

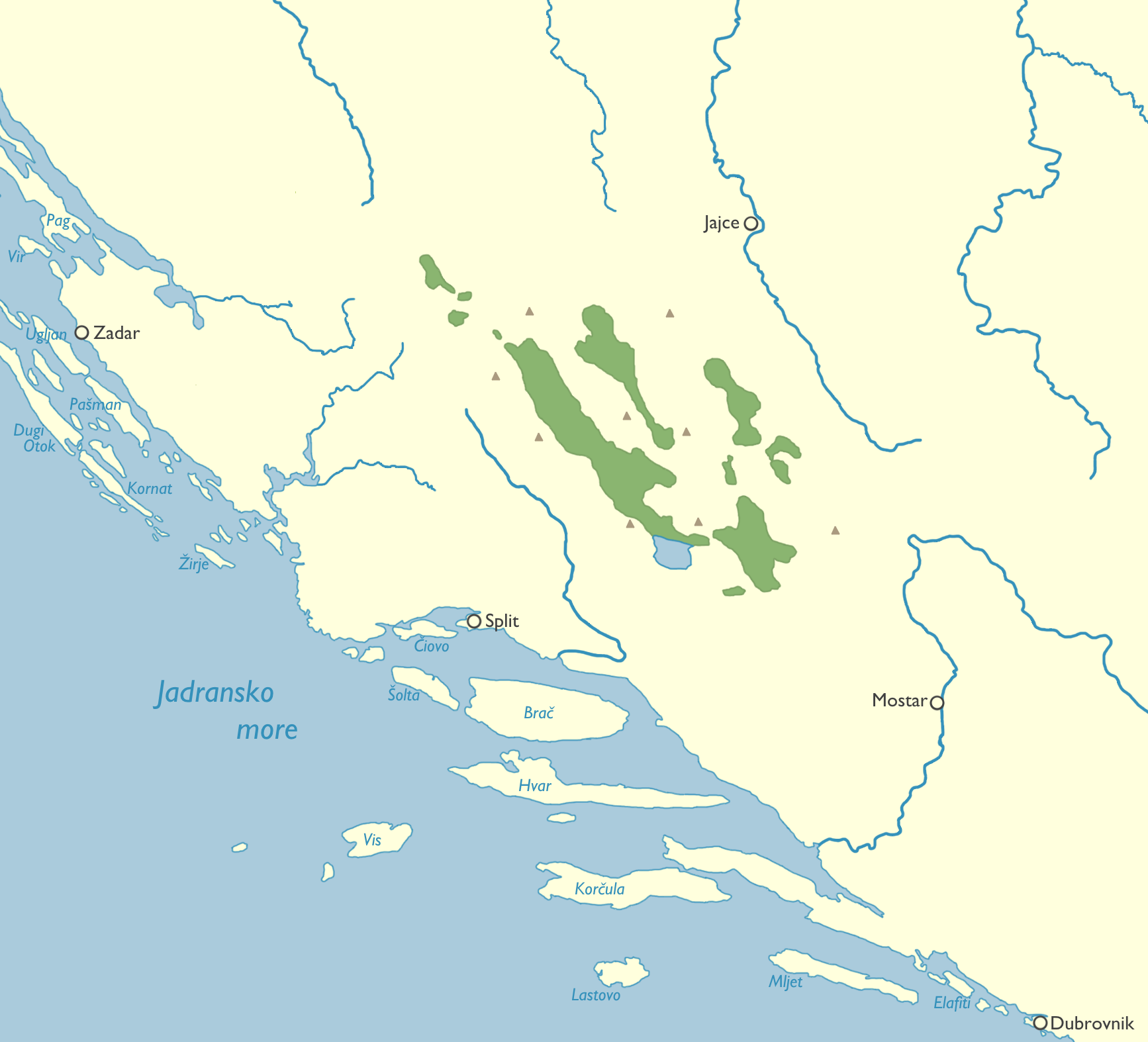

Câmpul Livno (în sârbocroată Livanjsko polje) este cel mai mare câmp din Tropolje. Este lung de 65 km și este compus din trei părți: câmpul superior în partea centrală, câmpurile inferioare în nord-est și mlaștina Buško (Buško blato) în sud-est. La marginea de nord-vest a câmpului Livno, între versanții Dinara și Šator⁠(d), o vale îngustă leagă regiunea de câmpul Grahovo.
La est de Câmpul Livno se află Câmpul Duvno (Duvanjsko polje) separat de acesta prin munții Kovač, Tušnica, Grabovica și Midena. Câmpul are 20 km lungime și 9 km lățime.
Câmpul Glamoč (Glamočko polje) este separat de Câmpul Livno de Muntele Šator, Staretina, Golija, Cincar și platoul Krug. Câmpul are 56 km lungime și este împărțit în câmpul inferior la nord-vest, cu până la 15 km lățime și în câmpul superior în sud-est, cu o lățime de la 1 km la 4 km.
La est de Glamoč este câmpul Kupres (Kupreško polje), separat de Muntele Cincar, Slovinjand Hrblijne. Câmpul are 26 km lungime și este împărțit în două părți: câmpul nordic sau uscat (Suho polje), cu aproximativ 13 km lățime și câmpul sudic sau Rilić (Rilićko polje), cu aproximativ 8 km lățime.

### Topografie

Tropolje: în Bosnia și Herțegovina
Terenul montan al regiunii reprezintă o parte a Alpilor Dinarici. Dinaridele fac parte dintr-un lanț de munți care se întind în sudul Europei și izolează bazinul Panonic de Marea Mediterană. Cel mai înalt munte din Tropolje este Muntele Vran⁠(d), situat la granița comunelor Tomislavgrad și Jablanica cu vârful numit Veliki Vran (Marele Vran) de 2074 metri.
| Cei mai înalți munți din Tropolje | Cei mai înalți munți din Tropolje | Cei mai înalți munți din Tropolje | Cei mai înalți munți din Tropolje                       |
| Munte                             | Vârf                              | Elevatie                          | Coordonate                                              |
| --------------------------------- | --------------------------------- | --------------------------------- | ------------------------------------------------------- |
| Vran                              | Veliki Vran                       | 2.074 m                           | 43°40′4.8″N 17°30′18″E / 43.668000°N 17.50500°E         |
| Vran                              | Mali Vis                          | 2.014 m                           | 43°40′41.34″N 17°29′57.08″E / 43.6781500°N 17.4991889°E |
| Cincar                            | Cincar                            | 2.006 m                           | 43°54′08″N 17°03′46″E / 43.90222°N 17.06278°E           |
| Vran                              | Crno Brdo                         | 1.966 m                           | 43°40′52.96″N 17°29′37.3″E / 43.6813778°N 17.493694°E   |
| Vran                              | Mali Vran                         | 1.961 m                           | 43°39′8.8″N 17°17′27″E / 43.652444°N 17.29083°E         |
| Vran                              | Bijela Glava                      | 1.949 m                           | 43°39′34″N 17°29′56″E / 43.65944°N 17.49889°E           |
| Vitorog                           | Veliki Vitorog                    | 1.907 m                           | 44°7′12″N 17°2′45″E / 44.12000°N 17.04583°E             |
| Golija                            | Veliki Vrh                        | 1.886 m                           | 43°59′12″N 16°47′21″E / 43.98667°N 16.78917°E           |
| Vran                              | Priorac                           | 1.881 m                           | 43°39′37″N 17°28′27″E / 43.66028°N 17.47417°E           |
| Šator                             | Veliki Šator                      | 1.872 m                           | 44°9′26″N 13°35′23″E / 44.15722°N 13.58972°E            |

### Hidrologie

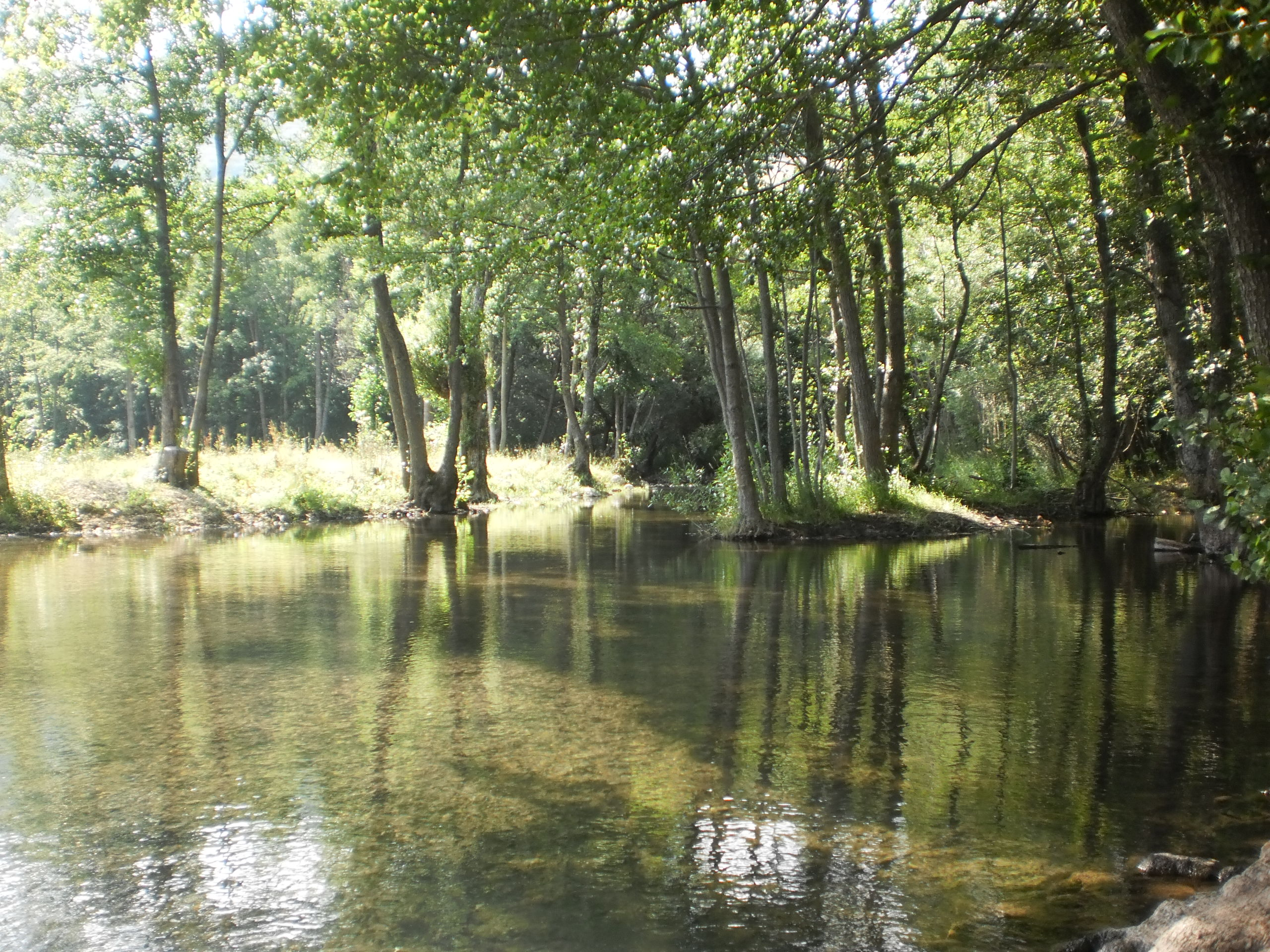
Râul Šuica

Zona este caracterizată de numeroase caracteristici carstice, cum ar fi ponoare, cursuri de apă subterane și intermitente, cu toate că există doar câteva cursuri permanente de apă la suprafață. Căile navigabile permanente ale câmpului Livno sunt pe râurile Bistrica⁠(d), Sturba⁠(d) și Žabljak. Întregul câmp se scurge spre râul Cetina și astfel, prin acesta, aparține bazinului adriatic.
Pe câmpurile Kupres se formează două cursuri de apă majore aparținând bazinelor de drenaj diferite. Râul Mrtvica cu mai multe ponoare pe cursul său curge spre râul Pliva care aparține bazinului de drenaj al Mării Negre. Pârâul Milač se scurge în pământ în sudul câmpului apare ca râul Šuica la izvorul din Veliki Stržanj. Šuica, care continuă să curgă spre sud, trece prin Valea Šuica, canionul îngust și trece prin Câmpul Duvno, apoi se scurge în pământ lângă Kovači. Pe măsură ce Ričina reapare în Prisoje și se varsă în Buško Blato, un lac de acumulare apare pe partea de sud a câmpului Livno.
Bazinul hidrologic împarte Câmpul Glamoč în două părți și îl împarte între bazinul de drenaj al Mării Negre și bazinul de drenaj al Mării Adriatice. Cursurile de apă ale câmpului superior se scurg pe măsură ce apa subterană curge în câmpul Livno. Pârâurile nordice (Jaruga, Ribnik, Medin potok) aparțin zonei bazinului de drenaj al Mării Negre. În lunile cu precipitații abundente, ponorul pârâului Jaruga nu poate primi un debit crescător, astfel încât o parte a pârâului se scurge spre sud și devine parte a bazinului Adriaticii.

### Climat
Regiunea are un climat continental umed (clasificare Köppen: Dfb) cu influențe maritime semnificative, precum și precipitații abundente și lumină abundentă a soarelui.
| Date climatice pentru Livno (1961–1990, extremes 1949–present) | Date climatice pentru Livno (1961–1990, extremes 1949–present) | Date climatice pentru Livno (1961–1990, extremes 1949–present) | Date climatice pentru Livno (1961–1990, extremes 1949–present) | Date climatice pentru Livno (1961–1990, extremes 1949–present) | Date climatice pentru Livno (1961–1990, extremes 1949–present) | Date climatice pentru Livno (1961–1990, extremes 1949–present) | Date climatice pentru Livno (1961–1990, extremes 1949–present) | Date climatice pentru Livno (1961–1990, extremes 1949–present) | Date climatice pentru Livno (1961–1990, extremes 1949–present) | Date climatice pentru Livno (1961–1990, extremes 1949–present) | Date climatice pentru Livno (1961–1990, extremes 1949–present) | Date climatice pentru Livno (1961–1990, extremes 1949–present) | Date climatice pentru Livno (1961–1990, extremes 1949–present) |
| Luna                                                           | Ian                                                            | Feb                                                            | Mar                                                            | Apr                                                            | Mai                                                            | Iun                                                            | Iul                                                            | Aug                                                            | Sep                                                            | Oct                                                            | Nov                                                            | Dec                                                            | Anual                                                          |
| -------------------------------------------------------------- | -------------------------------------------------------------- | -------------------------------------------------------------- | -------------------------------------------------------------- | -------------------------------------------------------------- | -------------------------------------------------------------- | -------------------------------------------------------------- | -------------------------------------------------------------- | -------------------------------------------------------------- | -------------------------------------------------------------- | -------------------------------------------------------------- | -------------------------------------------------------------- | -------------------------------------------------------------- | -------------------------------------------------------------- |
| Maxima medie °C (°F)                                           | 4.4 (39,9)                                                     | 6.0 (42,8)                                                     | 9.5 (49,1)                                                     | 13.7 (56,7)                                                    | 18.9 (66)                                                      | 22.3 (72,1)                                                    | 25.5 (77,9)                                                    | 25.5 (77,9)                                                    | 21.9 (71,4)                                                    | 16.9 (62,4)                                                    | 10.6 (51,1)                                                    | 5.6 (42,1)                                                     | 15,1 (59,2)                                                    |
| Media zilnică °C (°F)                                          | −0.6 (30,9)                                                    | 0.9 (33,6)                                                     | 4.1 (39,4)                                                     | 8.3 (46,9)                                                     | 13.0 (55,4)                                                    | 16.1 (61)                                                      | 18.6 (65,5)                                                    | 17.9 (64,2)                                                    | 14.2 (57,6)                                                    | 9.5 (49,1)                                                     | 4.8 (40,6)                                                     | 0.6 (33,1)                                                     | 8,9 (48)                                                       |
| Minima medie °C (°F)                                           | −4.8 (23,4)                                                    | −3.4 (25,9)                                                    | −0.8 (30,6)                                                    | 2.8 (37)                                                       | 6.5 (43,7)                                                     | 9.1 (48,4)                                                     | 10.6 (51,1)                                                    | 10.2 (50,4)                                                    | 7.5 (45,5)                                                     | 3.7 (38,7)                                                     | 0.1 (32,2)                                                     | −3.6 (25,5)                                                    | 3,2 (37,8)                                                     |
| Minima istorică °C (°F)                                        | −29.6 (−21.3)                                                  | −21 (−5.8)                                                     | −18.9 (−2.0)                                                   | −9 (15,8)                                                      | −3.7 (25,3)                                                    | −2.4 (27,7)                                                    | 0.4 (32,7)                                                     | 0.6 (33,1)                                                     | −4.3 (24,3)                                                    | −9.7 (14,5)                                                    | −18.2 (−0.8)                                                   | −26.4 (−15.5)                                                  | −29,6 (−21,3)                                                  |
| Precipitații mm (inches)                                       | 95.4 (3.756)                                                   | 93.1 (3.665)                                                   | 96.7 (3.807)                                                   | 95.2 (3.748)                                                   | 73.3 (2.886)                                                   | 91.5 (3.602)                                                   | 50.5 (1.988)                                                   | 75.1 (2.957)                                                   | 85.2 (3.354)                                                   | 116.0 (4.567)                                                  | 149.2 (5.874)                                                  | 125.4 (4.937)                                                  | 1.146,6 (45,142)                                               |
| Umiditate [%]                                                  | 74.5                                                           | 71.5                                                           | 67.7                                                           | 65.5                                                           | 65.8                                                           | 66.7                                                           | 60.7                                                           | 63.3                                                           | 69.9                                                           | 72.8                                                           | 74.7                                                           | 74.8                                                           | 69,0                                                           |
| Nr. de zile cu precipitații (≥ 0.1 mm)                         | 12.4                                                           | 12.0                                                           | 12.8                                                           | 13.5                                                           | 13.4                                                           | 13.6                                                           | 8.6                                                            | 9.2                                                            | 8.6                                                            | 10.0                                                           | 13.0                                                           | 12.8                                                           | 139,8                                                          |
| Nr. mediu de zile cu ninsoare (≥ 1.0 cm)                       | 10.5                                                           | 8.5                                                            | 4.2                                                            | 0.7                                                            | 0.0                                                            | 0.0                                                            | 0.0                                                            | 0.0                                                            | 0.0                                                            | 0.0                                                            | 3.1                                                            | 9.8                                                            | 36,9                                                           |
| Ore însorite                                                   | 110.0                                                          | 119.7                                                          | 153.8                                                          | 175.1                                                          | 217.0                                                          | 240.3                                                          | 306.8                                                          | 279.1                                                          | 222.4                                                          | 185.4                                                          | 121.3                                                          | 100.7                                                          | 2.231,7                                                        |
| Sursă: Meteorological Institute of Bosnia and Herzegovina      |                                                                |                                                                |                                                                |                                                                |                                                                |                                                                |                                                                |                                                                |                                                                |                                                                |                                                                |                                                                |                                                                |

## Demografie

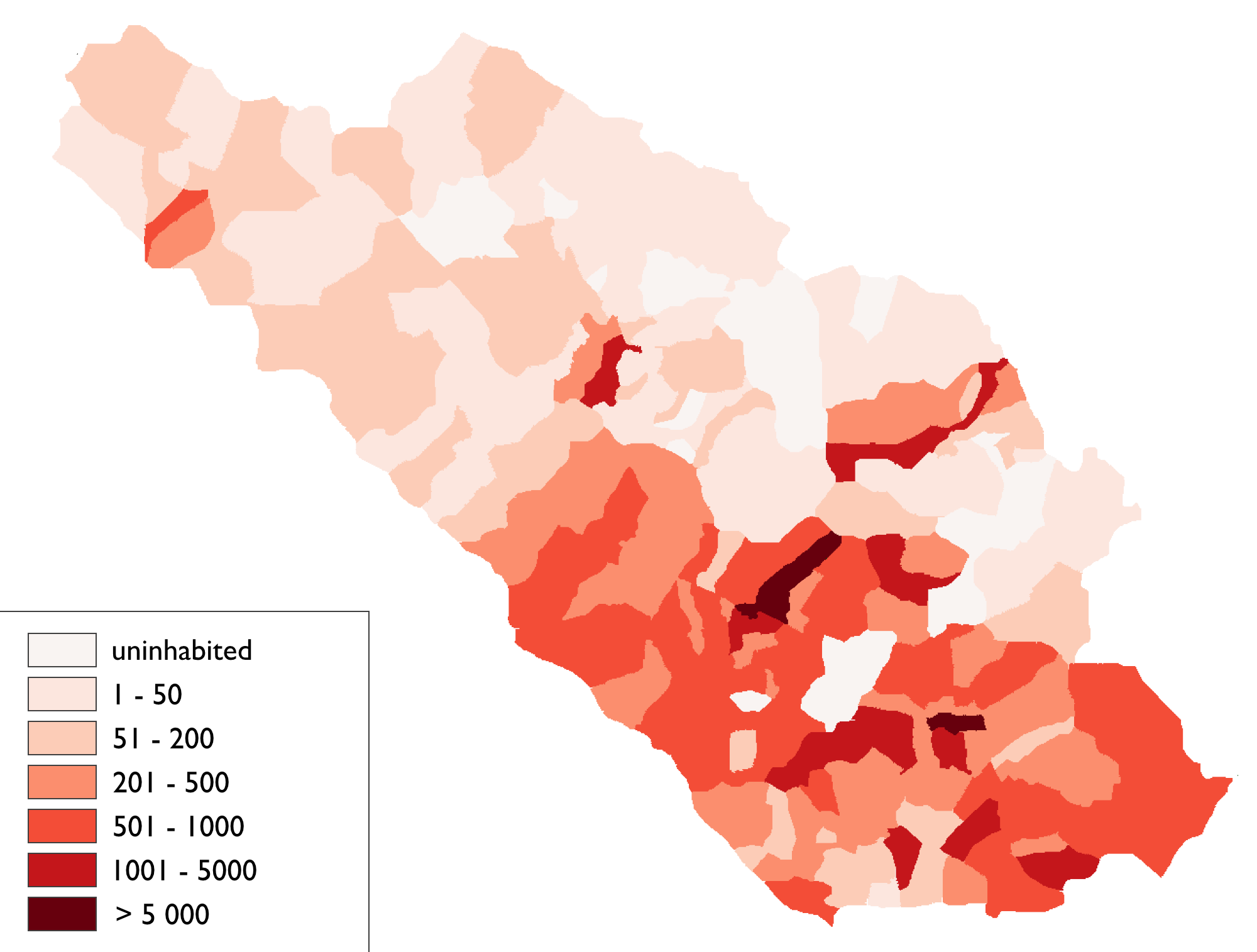
Distribuția populației după așezări (recensământul 2013)

Conform recensământului din 2013, populația totală din Tropolje a fost de aproximativ 83.541 de persoane, ceea ce constituie 2,2 la sută din populația totală a Bosniei și Herțegovinei. Densitatea generală a populației este una dintre cele mai scăzute din țară, cu 19 persoane pe kilometrul pătrat. Aproape 85 la sută din populație trăiește în sudul și sud-estul regiunii Tropolje, care reprezintă zona comunelor Livno și Tomislavgrad, cu aproximativ 9 mii în cel mai mare oraș, Livno.
Populația istorică din Tropolje, reprezentată după zonele administrative Bosansko Grahovo, Glamoč, Kupres, Livno și Tomislavgrad este următoarea: 
| An                             | 1879   | 1885   | 1895   | 1910   | 1921    | 1931    | 1948   | 1953    | 1961a   | 1971    | 1981    | 1991   | 2013    |
| ------------------------------ | ------ | ------ | ------ | ------ | ------- | ------- | ------ | ------- | ------- | ------- | ------- | ------ | ------- |
| Bosansko Grahovo (Grahovo)     | 4,577  | 5,162  | 6,655  | 8,512  | 8,653   | 12,404  | 11,475 | 12,337  | 10,195  | 10,555  | 9,032   | 8,303  | 3,091   |
| Glamoč                         | 10,196 | 11,320 | 15,137 | 20,445 | 20,377  | 24,877  | 15,146 | 16,365  | 15,835  | 16,979  | 14,120  | 12,421 | 4,038   |
| Kupres (Kupreš)                | 8,530  | 9,963  | 11,630 | 13,922 | 13,974  | 16,094  | 6,632  | 11,877  | 11,813  | 11,496  | 10,098  | 9,663  | 5, 893  |
| Livno                          | 20,480 | 22,351 | 26,845 | 32,149 | 34,142  | 33,260  | 36,664 | 38,749  | 40,291  | 42,186  | 40,438  | 39,526 | 37, 487 |
| Tomislavgrad (Županjac, Duvno) | 13,412 | 16,256 | 19,347 | 22,341 | 23,032  | 26,150  | 29,738 | 27,610  | 33,046  | 33,135  | 30,666  | 29,261 | 33,032  |
| Tropolje                       | 57,195 | 65,052 | 79,614 | 97,369 | 114,152 | 112,785 | 99,655 | 106,938 | 111,180 | 114,351 | 104,354 | 99,174 | 83,541  |

## Educație
Școli elementare:
- Școala elementară Bosansko Grahovo, Bosansko Grahovo
- Școala elementară Fra Franjo Glavinić, Glamoč
- Școala elementară Fra Lovro Karaula, Livno
- Școala elementară Fra Mijo Čuić, Brišnik
- Școala elementară Fra Miroslav Džaja, Kupres
- Școala elementară Ivan Goran Kovačić, Livno
  - Școala elementară Zabrišće, Zabrišće
    - Departamente locale: Držanlijae, Guber, Grborezi, Bila i Srđević

  - Școala elementară Orguz, Orguz
    - Departamente locale: Čuklić

  - Școala elementară Lištani, Lištani
    - Departamente locale: Ćaić [11]
- Școala elementară Ivan Mažuranić, Tomislavgrad
  - Școala elementară Ivan Mažuranić, Kongora
  - Școala elementară Dr. Franjo Nevistić, Šujica
  - Departamente locale: Eminovo Selo, Mokronoge, Sarajlije, Oplećani, Mandino Selo, Borčani. [12]
- Școala elementară Stjepan Radić, Prisoje

Licee:
- Gimnaziul Marko Marulić din Tomislavgrad
- Școala profesională Tomislavgrad
- Gimnaziul din Livno
- Școala profesională Silvije Strahimir Kranjčević din Livno
- Școala economică din Livno
- Liceul din Glamoč
- Liceul din Kupres

## Cultură

### Muzee și galerii de artă

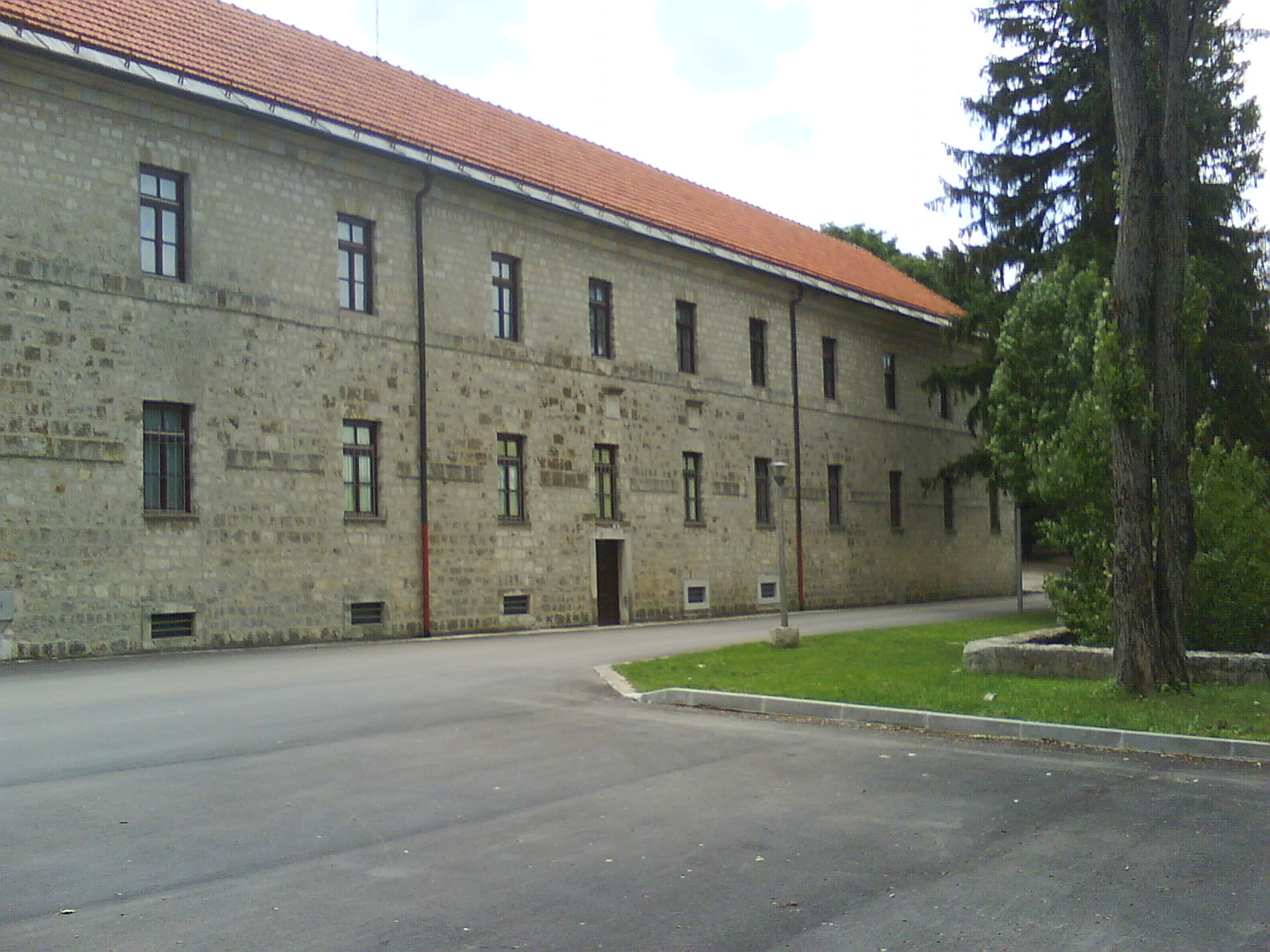
Muzeul Gorica

În Tropolje se găsesc câteva muzee, galerii și alte instituții. Primul dintre acestea este Muzeul Mănăstirii Franciscane Gorica din Livno, înființat la 2 octombrie 1995 cu scopul de a colecta și păstra fondurile muzeului din regiunea Tropolje și din alte locuri. Își are rădăcinile în secolul al XIX-lea și este opera franciscanilor din Livno, care au vizitat siturile arheologice și au adunat antichități și au depus eforturi în înființarea unui muzeu la mănăstire. Acest lucru reiese într-un document din 1896 în care cer permisiunea guvernului național din Sarajevo pentru a expune arme antice într-o cameră publică a mănăstirii.
Mănăstirea franciscană din Tomislavgrad conține un muzeu cu expoziții arheologice, etnografice, sacre și africane. Cea mai semnificativă descoperire arheologică este Duvanjska ploča (ardezie sculptată) care a fost găsită în anii 1960 în apropierea satului Prisoje, datând din secolul al II-lea. Colecția etnografică este compusă din ținute și bijuterii tradiționale, colecția sacrală de potire din secolele al XVII-lea și al XIX-lea și colecția africană de obiecte aduse din Africa de misionarii franciscani.
Complexul memorial 25 mai 1944 din Drvar a fost fondat după cel de-al doilea război mondial în apropierea peșterii lui Tito și a fost una dintre principalele atracții turistice din Republica Socialistă Federală Iugoslavia, vizitat anual de peste 200.000 de turiști.